# Giải thưởng phim truyền hình Hàn Quốc lần thứ 4
Giải thưởng phim truyền hình Hàn Quốc lần thứ 4 (tiếng Hàn: 코리아 드라마 어워즈) là một lễ trao giải cho những bộ phim truyền hình xuất sắc của Hàn Quốc. Được diễn ra tại Trung tâm Văn hóa Nghệ thuật Kyungnam ở Jinju, Nam Gyeongsang vào ngày 2 tháng 10 năm 2011 và được dẫn chương trình bởi Son Hoyoung và Choi Song-hyun. Danh sách đề cử là những bộ phim truyền hình Hàn Quốc được phát sóng từ ngày tháng 10 năm 2010 tới tháng 9 năm 2011.

## Đề cử và kết quả
(Người giành giải được in đậm)
| Grand Prize (Daesang) | Grand Prize (Daesang) |
| --- | --- |
| - Khu vườn bí mật (SBS) - Chứng tích pháp y (SBS) - Vụ rắc rối tại Thành Quân Quán (KBS2) - Mối tình bất diệt (MBC) - Ước mơ lấp lánh (MBC) | |
| Đạo diễn xuất sắc nhất | Biên kịch xuất sắc nhất |
| - Kim Won-seok - Vụ rắc rối tại Thành Quân Quán - Jin Hyuk - Thợ săn thành phố - Kim Do-hoon - Royal Family - Kim Sang-ho - Lắng nghe trái tim - Shin Woo-chul - Khu vườn bí mật                                                                    | - Kim Eun-sook - Khu vườn bí mật - Hong Mi-ran, Hong Jung-eun - Mối tình bất diệt - Jo Nam-kook - Definitely Neighbors - Kim Woon-kyung - The Duo - Park Hye-ryun - Bay cao ước mơ                                |
| Nam diễn viên xuất sắc nhất | Nữ diễn viên xuất sắc nhất |
| - Lee Min-ho - Thợ săn thành phố - Cha Seung-won - Mối tình bất diệt - Kim Jaewon - Lắng nghe trái tim - Kwon Sang-woo - Daemul - Lee Beom-soo - Cuộc đời lớn                                                                                       | - Yum Jung-ah - Royal Family - Gong Hyo-jin - Mối tình bất diệt - Ha Ji-won - Khu vườn bí mật - Kim Hyun-joo - Ước mơ lấp lánh - Park Min-young - Thợ săn thành phố, Vụ rắc rối tại Thành Quân Quán               |
| Nam diễn viên phụ xuất sắc nhất | Nữ diễn viên phụ xuất sắc nhất |
| - Joo Sang-wook - Cuộc đời lớn, Cánh chim cô đơn - Kim Jung-tae - Miss Ripley - Kim Sang-ho - Thợ săn thành phố, Ước mơ lấp lánh - Kim Sung-oh - Cuộc đời lớn, Vòng xoáy tham vọng, Khu vườn bí mật - Um Ki-joon - Bay cao ước mơ, Scent of a Woman | - Lee Yoo-ri - Ước mơ lấp lánh - Ha Yoo-mi - Nữ hoàng rắc rối - Lee Yoon-ji - Bay cao ước mơ - Park Joon-geum - Khu vườn bí mật - Yoo In-na - Khu vườn bí mật, Mối tình bất diệt                                  |
| Nam diễn viên mới xuất sắc nhất | Nữ diễn viên mới xuất sắc nhất |
| - Kim Soo-hyun - Bay cao ước mơ - Ji Chang-wook - Cười lên Dong-hee - Kang Dong-ho - Ước mơ lấp lánh - Park Yoo-chun - Miss Ripley, Vụ rắc rối tại Thành Quân Quán - Song Joong-ki - Vụ rắc rối tại Thành Quân Quán                                 | - Im Soo-hyang - Góc khuất của số phận - Bae Suzy - Bay cao ước mơ - Hwang Sun-hee - Thợ săn thành phố, Chứng tích pháp y - Kim Min-seo - Vẻ đẹp trẻ thơ, Vụ rắc rối tại Thành Quân Quán - Seo Hyun-jin - The Duo |
| Diễn viên được yêu thích nhất | Giải thưởng Ngôi sao Hallyu |
| - Kim Soo-hyun - Bay cao ước mơ | - Lee Min-ho - Thợ săn thành phố |
| Giải thưởng đặc biệt cho chương trình TH Cáp | Nhạc phim xuất sắc nhất |
| - Jeon Hye-bin - Yaksha (OCN) - Jo Dong-hyuk - Yaksha - Jo Yeo-jeong - Khát khao hạnh phúc - Kim Hyun-sook - Rude Miss Young-ae - Phần 8 - Ryu Deok-hwan - God's Quiz Phần 2                                                                        | - "Don't Forget Me" (Huh Gak) - Mối tình bất diệt |